# Enrico VIII (Shakespeare)
Enrico VIII è un dramma storico di William Shakespeare composto nel 1612 - 1613 alla cui stesura del testo collaborò probabilmente, come già ne I due nobili congiunti, il drammaturgo John Fletcher. È ispirato alla figura di Enrico VIII d'Inghilterra.

## Trama
L'azione inizia col ripudio della regina Caterina d'Aragona da parte di Enrico VIII, che l’allontana dalla corte sia perché non gli dà il tanto sospirato erede, sia per gli intrighi del cardinale-ministro Thomas Wolsey che si vuol vendicare della donna per non aver ottenuto l’Arcidiocesi di Toledo, non essendo Caterina intervenuta in suo favore presso l’imperatore del Sacro Romano Impero, Carlo V d'Asburgo. Segue l’incoronazione di Anna Bolena a regina d’Inghilterra, e poi, numerosi avvenimenti tragici: i drammi del Duca di Buckingham, condannato a morte per gli intrighi del cardinale Wolsey, e del cardinale Wolsey stesso, privato di tutti gli incarichi e tutti i beni, e sostituito da Tommaso Moro nella carica di ministro, per aver scritto a Papa Clemente VII di bloccare l’istanza di divorzio di Enrico VIII. Alla fine, la nascita della figlia di Enrico, Elisabetta, e il suo battesimo concludono l’opera con un’atmosfera di serenità e di speranza, come profezia d'una futura era di pace e grandezza.

## Contesto storico
Quando Shakespeare scrive il dramma (tre anni prima della sua morte), Tommaso Moro era stato giustiziato da quasi ottant'anni per aver rifiutato sia la ratifica del divorzio del re sia la ribellione all’autorità papale, e l'autore ne dà un'immagine positiva (aveva anche contribuito, seppur in misura minima, al dramma Sir Tommaso Moro). Anche Wolsey si riscatta nella caduta, riconoscendo umilmente la “vana pompa e gloria di questo mondo”, avendo ritrovato “una pace interiore che supera tutte le dignità della terra”. Il Bardo mostra, tramite il Duca di Buckingham, Caterina e Wolsey, una particolare attenzione al dramma degli sconfitti della storia, ed è magnanimo nel giudicarli, facendo risaltare i loro meriti.